# Apeadeiro de Algoz
O Apeadeiro de Algoz (nome anteriormente grafado como "Algôs") é uma interface da Linha do Algarve, que serve a localidade com o mesmo nome, no município de Silves, em Portugal.

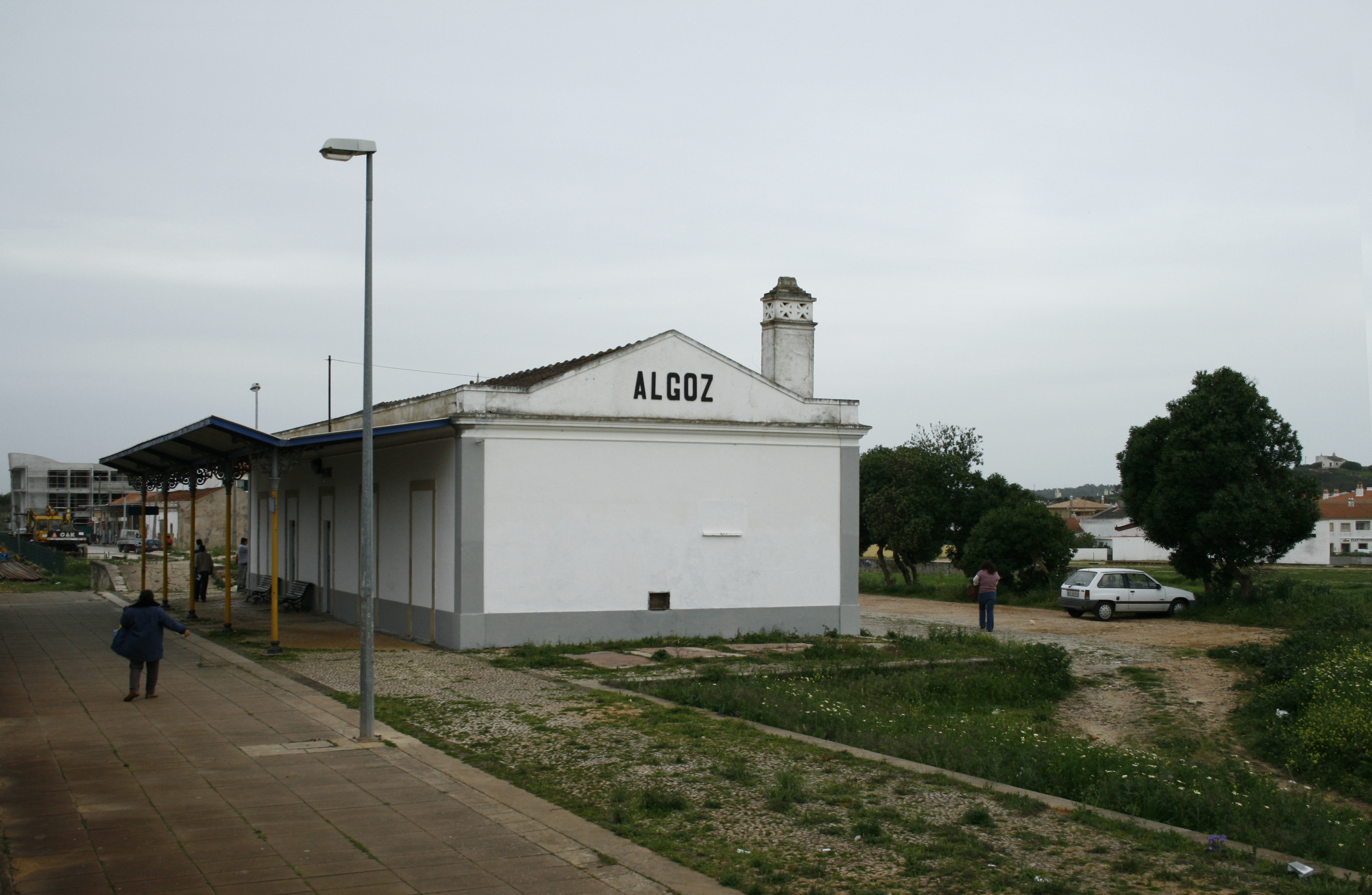
O apeadeiro de Algoz, em 2010.

## Descrição

### Localização e acessos
Esta interface dista pouco mais de meio quilómetro do centro da localidade nominal (Palmeiral × Moinheta).

### Infraestrutura
O edifício de passageiros situa-se do lado oés-sudoeste da via (lado direito do sentido ascendente, a Vila Real de Santo António). Como apeadeiro em linha em via única, esta interface tem uma só plataforma, que tem 102 m de comprimento e 76 cm de altura.

### Serviços
Em dados de 2023, esta interface é servida por comboios de passageiros da C.P. de tipo regional tipicamente com nove circulações diárias em cada sentido entre Lagos e Faro.

## História

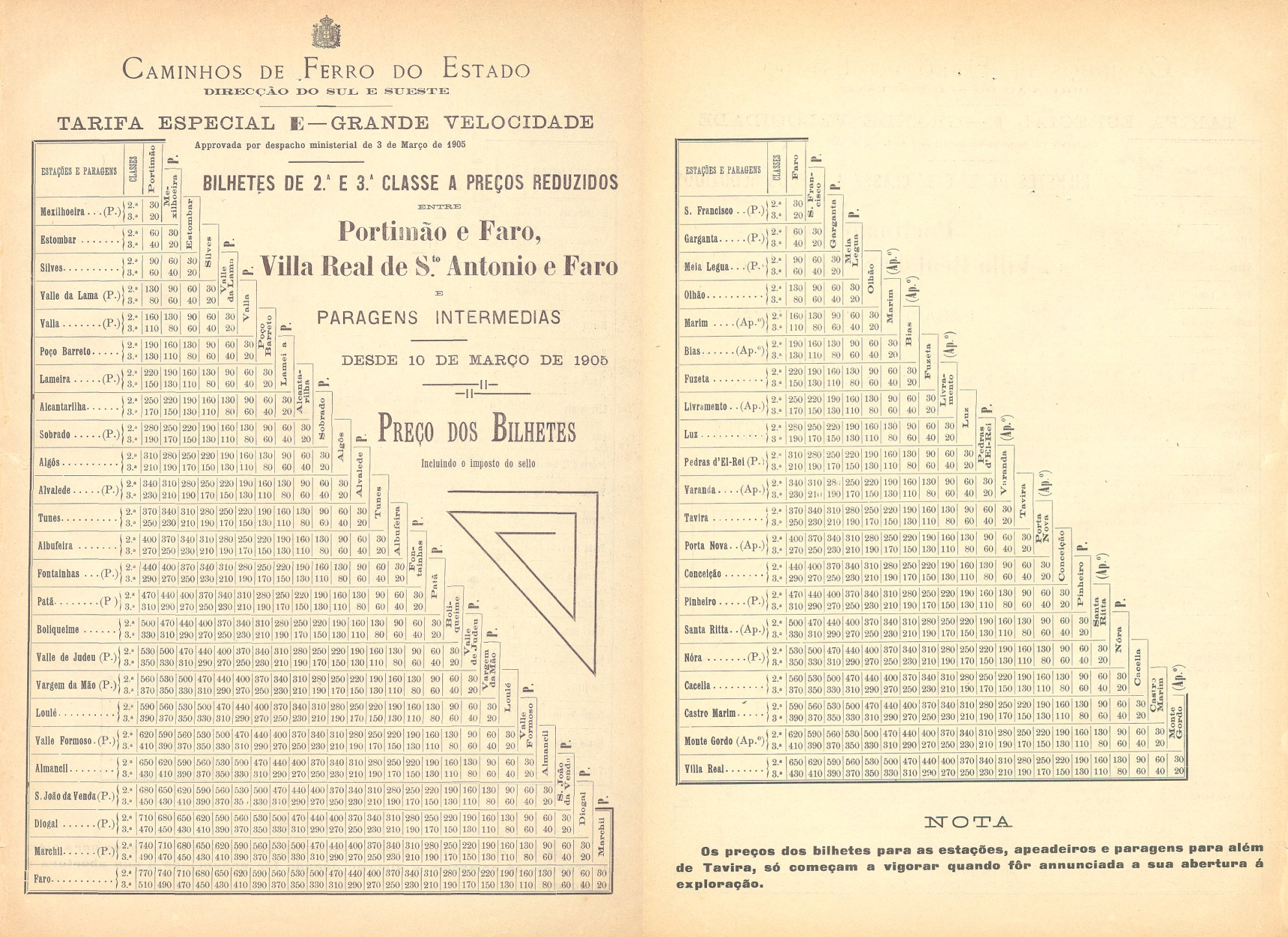
Aviso de 1905, onde interface está listada com a categoria de estação, e a grafia original, Algôs.

Nos finais do século XIX, foi estudada a construção do Ramal de Portimão, que deveria ligar a o Caminho de Ferro do Sul à vila de Portimão, tendo sido desde logo programada a instalação de uma gare para servir a localidade de Algoz. O troço entre Algoz e Tunes foi inaugurado em 10 de Outubro de 1899. O comboio inaugural, constituído pela locomotiva n.º 14, um furgão e uma carruagem de passageiros de cada classe, saiu de Tunes às 5 horas e 15 minutos da manhã, e chegou à estação de Algoz cerca de um quarto de hora depois, onde foi recebido por uma grande quantidade de população e pelas autoridades locais; a estação foi decorada para o efeito, e a cerimónia contou com a presença de vários altos funcionários dos Caminhos de Ferro do Estado, incluindo o chefe do movimento, Honorato de Sousa. O comboio saiu da estação às 5 horas e 40 minutos, para a viagem de regresso.
Esta foi a estação terminal provisória do ramal até 19 de Março de 1900, data em que entrou ao serviço o lanço seguinte, até Poço Barreto.
Em 1913, existiam serviços de diligências ligando a estação a Alcantarilha, Guia e Pera. Em 1933, foram aprovadas obras de calcetamento do cais desta interface, que ainda apresentava, nessa altura, a categoria de estação.
Algoz manteve a categoria de estação até pelo menos 1988, apresentando categoria de apeadeiro já em 2010.